# كارلوس نافارو
كارلوس نافارو (بالإسبانية: Carlos R. Navarro) هو لاعب تايكوندو مكسيكي، ولد في 6 مايو 1996 في سيوداد خواريز في المكسيك.

## وصلات خارجية
- كارلوس نافارو على موقع TaekwondoData.com (الإنجليزية)
- كارلوس نافارو على موقع أوليمبيديا (الإنجليزية)